# Maja Svetik
Maja Svetik (født 9. marts 1996 i Šempeter pri Gorici, Slovenien) er en kvindelig slovensk håndboldspiller, der spiller for BT Füchse i Østrig og Sloveniens kvindehåndboldlandshold.
Hun blev udtaget til landstræner Dragan Adžić' trup ved VM i kvindehåndbold 2021 i Spanien, hvor det slovenske hold blev nummer 17. Hun deltog desuden også ved VM 2019 i Japan, hvor hun fik slutrundedebut.